# Pettorazza Grimani
Pettorazza Grimani – miejscowość i gmina we Włoszech, w regionie Wenecja Euganejska, w prowincji Rovigo.
Według danych na rok 2004 gminę zamieszkiwało 1718 osób, 81,8 os./km².